# 1343년

## 연호
- 원(元) 지정(至正) 3년
- 일본(日本) 남조(南朝) 고코쿠(興国) 4년
- 일본(日本) 북조(北朝) 고에이(康永) 2년
- 쩐 왕조(陳朝) 티에우퐁(紹豊) 3년

## 기년
- 원(元) 혜종(惠宗) 11년
- 고려(高麗) 충혜왕(忠惠王) 복위 4년
- 쩐 왕조(陳朝) 유종(裕宗) 3년

## 탄생
- 4월 29일 - 고려 말 조선 초의 문신 최유경(崔有慶)

## 사망
- 무나시리-토곤 테무르의 3황후
- 방신우-고려와 원나라의 환관